# Línea 665 (Interurbanos Madrid)
La línea 665 de la red de autobuses interurbanos de Madrid une San Lorenzo de El Escorial con Peguerinos.

## Características
Esta línea une entre sí los municipios de San Lorenzo de El Escorial, Santa María de la Alameda y Peguerinos.
Siguiendo la numeración de líneas del CRTM, las líneas que circulan por el corredor 6 son aquellas que dan servicio a los municipios situados en torno a la A-6 y comienzan con un 6. Aquellas numeradas dentro de la decena 660 corresponden a aquellas que circulan por San Lorenzo de El Escorial.
La línea mantiene los mismos horarios todo el año (exceptuando las vísperas de festivo y festivos de Navidad).
Está operada por la empresa ALSA mediante la concesión administrativa VCM-607 - Madrid – San Lorenzo de El Escorial (Viajeros Comunidad de Madrid) del Consorcio Regional de Transportes de Madrid.

## Horarios
| Lunes a viernes laborables        | Lunes a viernes laborables        | Sábados laborables, domingos y festivos | Sábados laborables, domingos y festivos |
| S. L. de El Escorial > Peguerinos | Peguerinos > S. L. de El Escorial | S. L. de El Escorial > Peguerinos       | Peguerinos > S. L. de El Escorial       |
| 13:00                             | 06:30                             | 10:00                                   | 11:00                                   |
| 15:30                             | 09:30                             | 18:00                                   | 19:00                                   |
| 18:45                             | 16:30                             |                                         |                                         |

## Recorrido y paradas

### Sentido Peguerinos
| Código | Parada                                              | Común con                        | Conexión con Cercanías               | Municipio                  | Zona |
| --- | --------------------------------------------------- | -------------------------------- | ------------------------------------ | -------------------------- | ---- |
| 10185 | Estación de autobuses de San Lorenzo de El Escorial | 640 660 661 664 666 667 669 669A |                                      | San Lorenzo de El Escorial |      |
| 10222 | Ctra. M-505 - Puerto de la Cruz Verde               | 666                              |                                      | Santa María de la Alameda  |      |
| 18252 | Ctra. M-535 - Cruce La Hoya                         |                                  |                                      | Santa María de la Alameda  |      |
| 17693 | Robledondo - C.º Reajos                             |                                  |                                      | Santa María de la Alameda  |      |
| 10223 | Robledondo - Av. Cardenal Cisneros                  |                                  |                                      | Santa María de la Alameda  |      |
| Las expediciones con paso por la estación de tren de Santa María de la Alameda, realizan las siguientes paradasː |                                                     |                                  |                                      |                            |      |
| 17692 | Robledondo - C.º Reajos                             |                                  |                                      | Santa María de la Alameda  |      |
| 18251 | Ctra. M-535 - Cruce La Hoya                         |                                  |                                      | Santa María de la Alameda  |      |
| 11825 | Ctra. M-505 - La Paradilla                          |                                  |                                      | Santa María de la Alameda  |      |
| 12160 | Trafalgar - Est. Santa María de la Alameda          |                                  | Santa María de la Alameda-Peguerinos | Santa María de la Alameda  |      |
| Paradas del itinerario común                                                                                     |                                                     |                                  |                                      |                            |      |
| 11596 | Navalespino - Tirso de Molina                       |                                  |                                      | Santa María de la Alameda  |      |
| 10224 | Ctra. M-535 - Ayuntamiento                          |                                  |                                      | Santa María de la Alameda  |      |
| 10225 | Ctra. M-535 - Navasantero                           |                                  |                                      | Santa María de la Alameda  |      |
| 18227 | Peguerinos - Cruce Hoyo del Guija                   |                                  |                                      | Peguerinos                 |      |
| 99976 | Peguerinos - Pza. Ayuntamiento                      |                                  |                                      | Peguerinos                 |      |

### Sentido San Lorenzo de El Escorial
| Código | Parada                                              | Común con                        | Conexión con Cercanías               | Municipio                  | Zona |
| --- | --------------------------------------------------- | -------------------------------- | ------------------------------------ | -------------------------- | ---- |
| 99976 | Peguerinos - Pza. Ayuntamiento                      |                                  |                                      | Peguerinos                 |      |
| 18238 | Peguerinos - Cruce Hoyo del Guija                   |                                  |                                      | Peguerinos                 |      |
| 17694 | Ctra. M-535 - Navasantero                           |                                  |                                      | Santa María de la Alameda  |      |
| 10984 | Ctra. M-535 - Ayuntamiento                          |                                  |                                      | Santa María de la Alameda  |      |
| 19445 | Navalespino - Calderón de la Barca                  |                                  |                                      | Santa María de la Alameda  |      |
| Las expediciones con paso por la estación de tren de Santa María de la Alameda, realizan las siguientes paradasː |                                                     |                                  |                                      |                            |      |
| 11595 | Buenavista - Est. Sta. María de la Alameda          |                                  | Santa María de la Alameda-Peguerinos | Santa María de la Alameda  |      |
| 11826 | Ctra. M-505 - La Paradilla                          |                                  |                                      | Santa María de la Alameda  |      |
| 18252 | Ctra. M-535 - Cruce La Hoya                         |                                  |                                      | Santa María de la Alameda  |      |
| 17693 | Robledondo - C.º Reajos                             |                                  |                                      | Santa María de la Alameda  |      |
| 10223 | Robledondo - Av. Cardenal Cisneros                  |                                  |                                      | Santa María de la Alameda  |      |
| Las expediciones sin paso por la estación de tren de Santa María de la Alameda, realizan la siguiente paradaː    |                                                     |                                  |                                      |                            |      |
| 10985 | Robledondo - Av. Cardenal Cisneros                  |                                  |                                      | Santa María de la Alameda  |      |
| Paradas del itinerario común                                                                                     |                                                     |                                  |                                      |                            |      |
| 17692 | Robledondo - C.º Reajos                             |                                  |                                      | Santa María de la Alameda  |      |
| 18251 | Ctra. M-535 - Cruce La Hoya                         |                                  |                                      | Santa María de la Alameda  |      |
| 18122 | Ctra. M-505 - Puerto de la Cruz Verde               | 640                              |                                      | Santa María de la Alameda  |      |
| 10185 | Estación de autobuses de San Lorenzo de El Escorial | 640 660 661 664 666 667 669 669A |                                      | San Lorenzo de El Escorial |      |